# Wegekreuz Scherfhausen 47

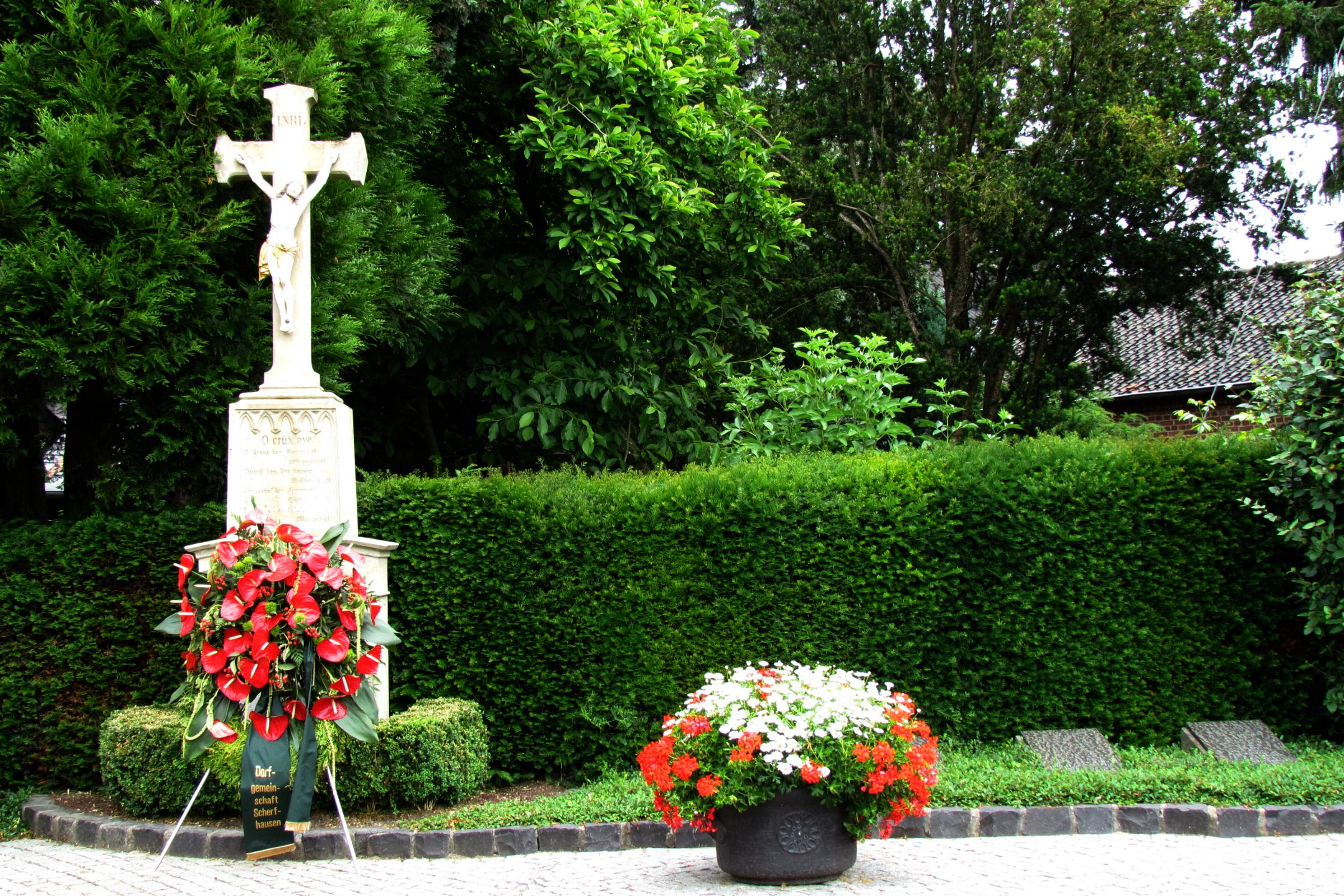
Wegekreuz

Das Wegekreuz Scherfhausen 47 steht im Stadtteil Scherfhausen in Korschenbroich  im Rhein-Kreis Neuss in Nordrhein-Westfalen.
Das Flurkreuz wurde 1863 erbaut und unter Nr. 065 am 16. September 1985 in die Liste der Baudenkmäler in Korschenbroich eingetragen.

## Architektur
Das Kreuz steht auf einem rechteckigen Sockel. An dem hohen Steinkreuz hängt ein Korpus. Der Sandstein ist verputzt in neugotischen Formen. Im Sockel befindet sich eine moderne Inschriftplatte.